# Божяни
Божяни (серб. Бођани) — село в Сербії, належить до общини Бач Південно-Бацького округу в багатоетнічному, автономному краю Воєводина. Село славне своїм монастирем та відчутноюукраїнською громадою (більше півсотні).

## Населення
Населення села становить 1155 осіб (2002, перепис), з них:
- серби — 586 — 52,65%;
- хорвати — 172 — 15,45%;
- югослави — 127 — 11,41%;

Решту жителів  — з десяток різних етносів, зокрема: македонці, румуни, німці і більше півсотні русинів-українців.